# Camille Albert
Pour les articles homonymes, voir Albert.
Paul Camille Hippolyte Albert, né le 14 janvier 1852 à Laragne dans les Hautes-Alpes et mort en juin 1942 à Fécamp, est un architecte français, émule de Viollet-le-duc et de Lucien Lefort 

## Biographie
Architecte de la ville de Fécamp de 1883 à 1903, on lui doit entre autres le Palais Bénédictine. Les plans et la maquette de cette construction lui valent une récompense lors de l'Exposition universelle de 1900. Il dresse les plans de plusieurs groupes scolaires et de l'hospice, contribue à la restauration de l'église Saint-Étienne et dessine la rampe en fer forgé du grand escalier de l'hôtel de ville de Fécamp.
Chef de bataillon au 42e régiment d'infanterie territorial, il est nommé chevalier de la Légion d'honneur en 1911. Il demeure alors au château des Loges à Gerville.

## Distinctions
- Officier d'académie
- Chevalier de la Légion d'honneur